# Ustrój polityczny Argentyny
Ustrój polityczny Argentyny
Argentyna jest republiką federacyjną. Prezydent jest głową państwa i szefem rządu.
Dwuizbowy parlament – Kongres Narodowy – składa się z Senatu i Izby Deputowanych.
W polityce dominują dwie partie: peronistyczna Partia Sprawiedliwości i Radykalna Unia Obywatelska.

## Władza ustawodawcza

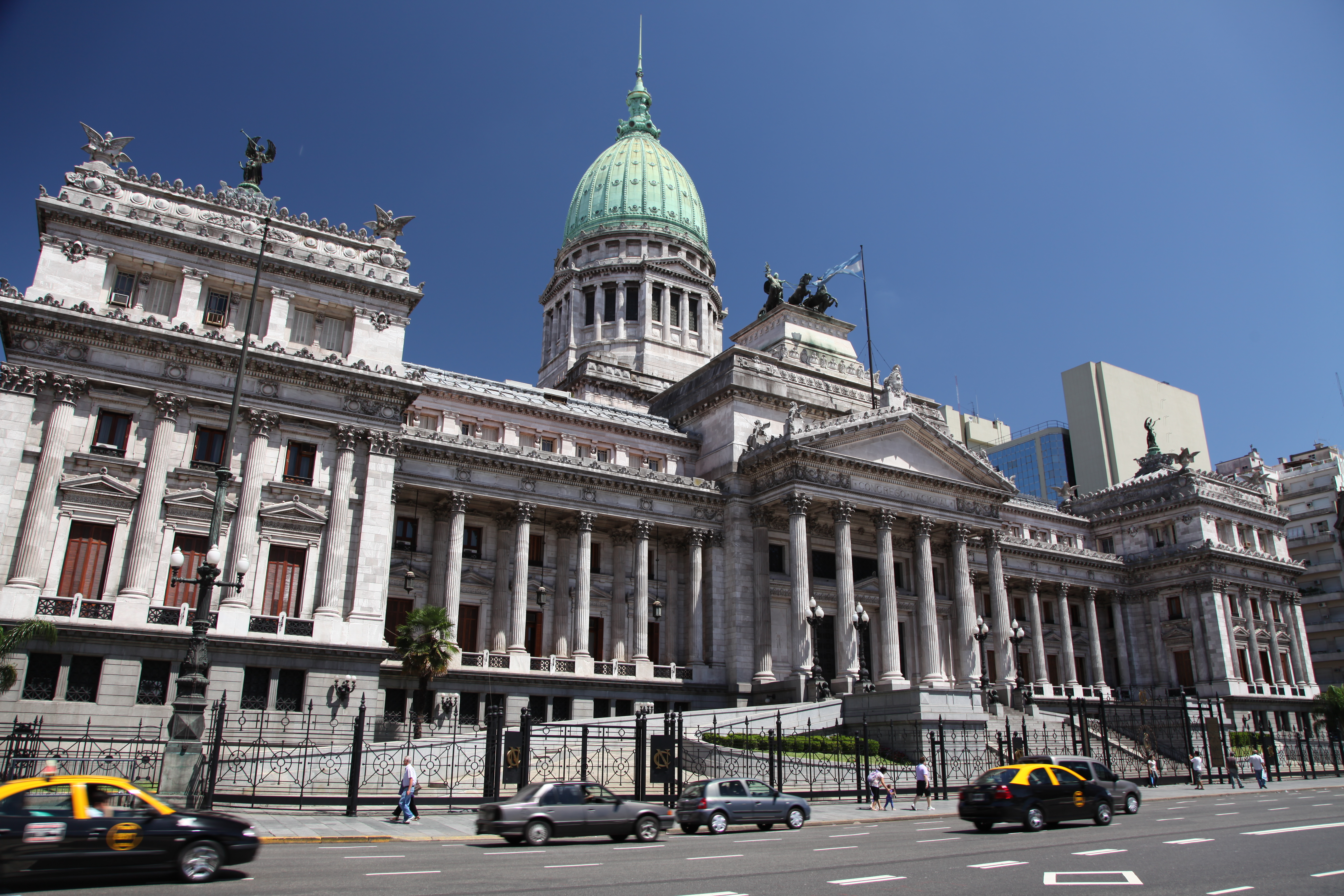
Kongres Narodowy.

Senat: co dwa lata wybierana jest 1/3 z 72 senatorów (po 3 z każdej prowincji i Miasta Stołecznego Buenos Aires) na okres 6 lat. Przewodniczącym Senatu jest wiceprezydent państwa.
Izba Deputowanych: co dwa lata wybierana jest połowa z 257 deputowanych na okres 4 lat.

## Władza wykonawcza

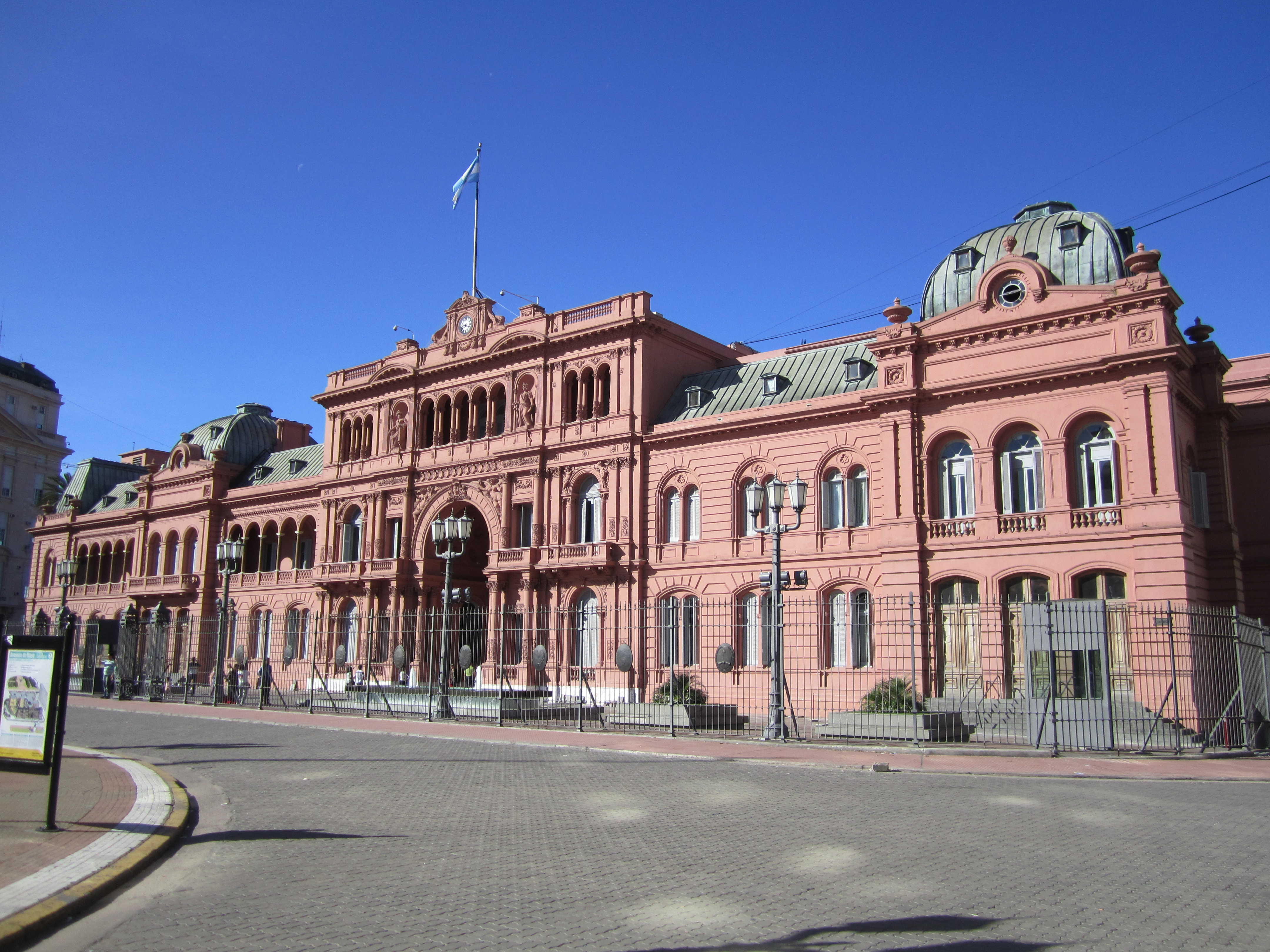
Casa Rosada.

Prezydent wybierany jest wraz z wiceprezydentem w wyborach powszechnych na czteroletnią kadencję. Może być ponownie wybrany, ale tylko raz.
W październiku 2011 r. na stanowisko prezydenta została ponownie wybrana Cristina Fernández, która uzyskała 54,11% głosów.